# Woman They Almost Lynched
Woman They Almost Lynched is een Amerikaanse western uit 1953 onder regie van Allan Dwan. In Nederland werd de film destijds uitgebracht onder de titel De vrouw die gelyncht moest worden.

## Verhaal
Aan het einde van de Amerikaanse Burgeroorlog komt Sally Maris aan in een stadje op de grens tussen Missouri en Arkansas. Ze wil er een bezoek brengen aan haar broer. De stad blijkt een broeinest te zijn van criminelen. Wanneer haar broer wordt vermoord, blijft Sally achter zonder een rooie duit. Ze ziet zichzelf gedwongen om het café van haar broer open te houden.

## Rolverdeling
| Acteur             | Personage                     |
| ------------------ | ----------------------------- |
| John Lund          | Lance Horton                  |
| Brian Donlevy      | Charles Quantrill             |
| Audrey Totter      | Kate Quantrill                |
| Joan Leslie        | Sally Maris                   |
| Ben Cooper         | Jesse James                   |
| Nina Varela        | Burgemeester Delilah Courtney |
| Jim Davis          | Cole Younger                  |
| Reed Hadley        | Bitterroot Bill Maris         |
| Ann Savage         | Glenda                        |
| Virginia Christine | Jenny                         |
| Marilyn Lindsey    | Rose                          |
| Nacho Galindo      | John Pablo                    |
| Ellen Corby        | Vrouw in de stad              |
| Minerva Urecal     | Mevrouw Stuart                |
| Dick Simmons       | Legerkapitein                 |